# Nuestro Amor (singel)
Nuestro Amor - singel meksykańskiej grupy RBD, znajdujący się na płycie Nuestro Amor, nagranej w 2005 roku.

## Notowania w różnych krajach
| Rok  | Tytuł          | Album          | Miejsce | Miejsce | Miejsce | Miejsce |
| Rok  | Tytuł          | Album          | USA     | MEX     | BRA     | latin   |
| ---- | -------------- | -------------- | ------- | ------- | ------- | ------- |
| 2005 | "Nuestro Amor" | "Nuestro Amor" | 1       | -       | 1       | 2       |